# Международный университет LCC
Международный университет LCC (англ. LCC International University), национально и международно признанное учебное заведение свободных искусств в городе Клайпеда, Литва. Основанный в 1993 году совместным предприятием литовских, канадских и американских фондов, LCC отличился в регионе, предлагая уникальный, ориентированный на будущее стиль обучения и интерактивную академическую среду. Образование LCC помещает широкое образование в контекст христианского академического сообщества, чтобы распространить образование за пределы классной комнаты. В рамках видения LCC по подготовке студентов к активному участию в жизни своих родных сообществ роль каждого человека в построении общества подчеркивается посредством активного участия в общественных проектах и практических занятиях.

## Аккредитации
Литовская Республика признает LCC университетом, присуждающим степени бакалавра и магистра. Пожалуйста, ознакомьтесь с лицензией Министерства образования и науки Литовской Республики для Международного университета LCC на осуществление высшего образования бакалавриата и исследования уровня магистра.

## Учебные программы
Студенты Международного университета LCC обучаются по шести программам бакалавриата: Международное бизнес администрирование, Английский язык и литература, Психология, Теология, Современные коммуникации, Международные отношения и развитие. LCC также предлагает две степени магистра гуманитарных наук (MA): Преподавание английского для носителей других языков (TESOL) и Программу международного менеджмента в партнерстве с Университетом Тейлора (Индиана, США).

## Университетское сообщество
В настоящее время набор студентов составляет 650 (33 % из Литвы, 67 % из других стран), которые приехали из более чем 50 стран. Каждый семестр около 35 студентов, обучающихся за рубежом, приезжают в LCC из университетов Северной Америки. Одна треть преподавателей LCC — литовцы, а две трети — из Западной Европы, Канады и США.